# Kanton Rennes-Centre
Kanton Rennes-Centre (francouzsky Canton de Rennes-Centre) je francouzský kanton v departementu Ille-et-Vilaine v regionu Bretaň. Tvoří ho pouze centrální část města Rennes.